# Callionymus octostigmatus
 Callionymus octostigmatus és una espècie de peix de la família dels cal·lionímids i de l'ordre dels cipriniformes que es troba des del Mar d'Andaman fins a la Xina, les Filipines i Nova Guinea.